# Alcibíades d'Esparta
Alcibíades (en llatí Alcibiades, en grec antic Ἀλκιβιάδης) fou un exiliat espartà que va poder tornar al seu país gràcies a la intervenció de la Lliga Aquea el 184 aC. Però llavors va ser prou ingrat com per anar d'ambaixador del govern d'Esparta a Roma, on va acusar al estrateg aqueu Filòpomen, tot i l'ajuda que abans li havien donat els aqueus, segons diuen Polibi i Titus Livi.